# عملیات راینهارت در کراکوف
برای عملیات دیگری با عنوان «اکتسیون کراکاو»، مربوط به سال ۱۹۳۹ و علیه دانشگاهیان در کراکوف اشغالی، زوندراکتسیون کراکوف را ببینید.
برای اطلاعات بیشتر، هولوکاست در لهستان و گتوهای یهودی در لهستان تحت اشغال آلمان نازی
عملیات راینهارت در کراکوف که اغلب با نام رمز اصلی آن در آلمانی به صورت Aktion Krakau (اکتسیون کراکاو) خوانده می‌شود، عملیاتی بزرگ توسط آلمان نازی بود که در سال ۱۹۴۲ علیه یهودیان لهستانی کراکوف اجرا شد. ریاست این عملیات را رهبر اس‌اس و پلیس، یولیان شرنر، از وافن اس‌اس بر عهده داشت. این به‌صف‌کشی بخشی از فعالیت‌های مرتبط با عملیات راینهارت در سراسر کشور بود؛ عملیات کشتار یهودیان لهستانی در دولت عمومی تحت فرماندهی اودیلو گلوبوکنیک.

## تاریخچه
در ۱۳ مارس و ۱۴ مارس ۱۹۴۳، نازی‌ها «تصفیه» نهایی گتو کراکوف را به فرماندهی اس‌اس-هاوپت‌اشتورمفورر آمون گوت آغاز کردند. کسانی که توانایی کار داشتند به اردوگاه پلاشوف منتقل شدند. حدود ۲۰۰۰ یهودی که قادر به حرکت نبودند یا قصد دویدن نداشتند در خیابان‌ها و خانه‌هایشان با گلوله کشته شدند. اسیران به آشویتس فرستاده شدند. آنگونه که تاریخ‌دانان ارنست کلی، ویلی دراشن و فولکر ریس ذکر کرده‌اند، پلیس آلمان از دفتر Grenz Polizeikommissionaria با پیش‌بینی سودهای مادی قابل توجه، علاقه زیادی به کشتن یهودیان کراکوف و اطراف آن داشت:
اعضای کمیته اداری Grenzpolizeik، به استثنای چند مورد، کاملاً مایل به شرکت در تیراندازی به یهودیان بودند. برایشان این یک جشن بود! بدیهی است که امروز آنها نمی‌توانند این حرف را بزنند! هیچ‌کس غایب نبود … من می‌خواهم تکرار کنم که امروزه مردم با گفتن اینکه اقدامات علیه یهودیان ناخواسته انجام شده‌است، تصور غلطی ایجاد می‌کنند. نفرت زیادی علیه یهودیان وجود داشت. این انتقام بود و آن‌ها به دنبال پول و طلا بودند. بیایید تعارف را کنار بگذاریم، همیشه در هنگام اقدامات علیه یهودیان چیزی دندان‌گیر وجود داشت. هر جا که می‌رفتید همیشه چیزی برای قاپیدن وجود داشت. یهودیان فقیر را آوردند، یهودیان ثروتمند را آوردند و خانه‌هایشان را شخم زدند.— شهادت یکی از افسران کریپو